# Gelbgrüne Algen

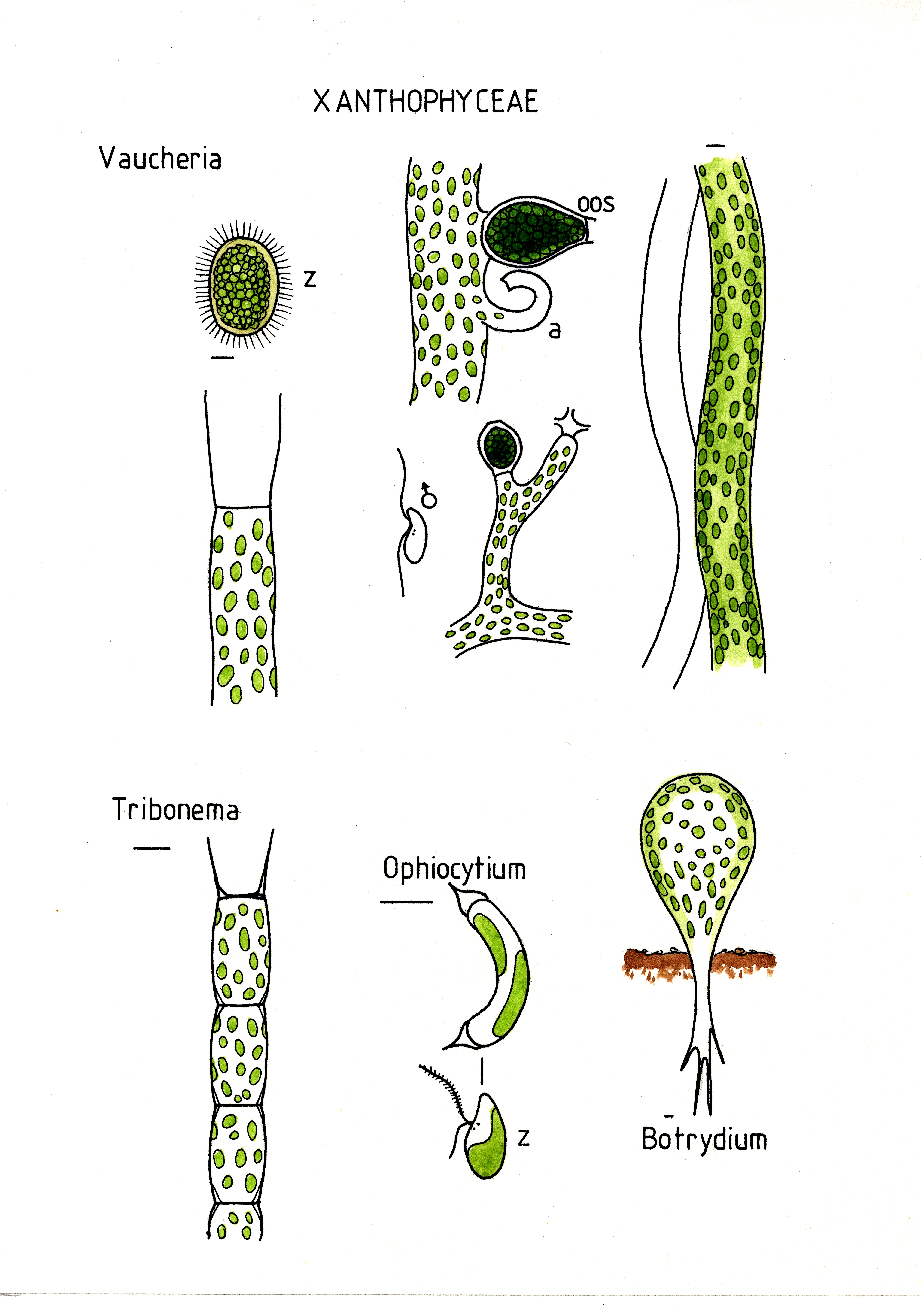
Illustration

Die Gelbgrünen Algen (Xanthophyceae) sind traditionell ein Taxon innerhalb der Heterokontophyta. Gelegentlich werden sie auch als Goldgrüne Algen bezeichnet oder zu den Goldalgen (Chrysophyta) im weiteren Sinn gestellt.

## Merkmale
Es sind vorwiegend coccoidale bis fadenförmige Formen, selten amöboid, flagellat oder capsoid. Eine Zellwand ist im Allgemeinen vorhanden, aus Zellulose, und entweder ganz oder aus H-förmigen zweiteiligen Schalen bestehend. Die Zellwand kann mit Kieselsäure imprägniert sein.
Der Plastid besitzt eine Gürtellamelle. Die äußere Membran des Plastiden ist über das Endoplasmatische Reticulum direkt mit der äußeren Membran des Zellkerns verbunden. Die DNA ihrer Plastiden (Plastiden-DNA) liegt in einem ringförmigen Genophor. Die Pigmente sind Chlorophyll a und c1,2, und die Xanthophylle Violaxanthin, Heteroxanthin und Vaucherioxanthin.
Frei schwimmende Formen besitzen zwei ungleich gestaltete Geißeln. Die nach vorne gerichtete besitzt dreiteilige röhrenförmige Haare, die nach hinten gerichtete besitzt keine Haare. Das Kinetosom besitzt gewöhnlich vier mikrotubuläre Wurzeln und eine große gestreifte Wurzel (Rhizoplast).
Augenflecke können vorhanden sein.
Im Lichtmikroskop kann man viele Gelbgrüne Algen aufgrund der ähnlichen Plastidenfärbung mit Vertretern der Grünalgen verwechseln, jedoch haben letztere stets echte Stärke, die mit Jod-Färbung leicht nachzuweisen ist.

## Fortpflanzung

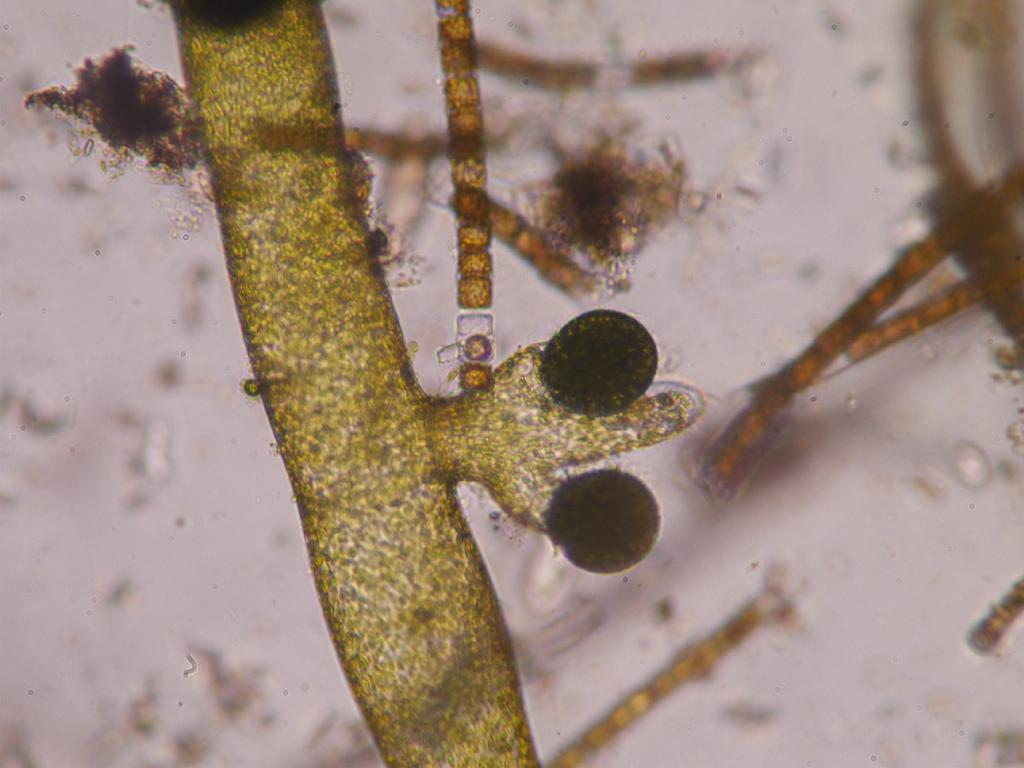
Vaucheria sp., Thallusfaden mit Fortpflanzungsorganen

Die meisten Arten pflanzen sich nur vegetativ fort. Nur von der Gattung Vaucheria ist geschlechtliche Fortpflanzung mit einem diplontischen Lebenskreislauf bekannt.
Bei Vaucheria entstehen an den Thallusfäden seitliche Ausstülpungen, die sich zu Oogonien und Spermatogonien (Antheridien) entwickeln. Im Oogonium wird eine einzelne Eizelle gebildet. Im Spermatogonium entstehen viele heterokont begeißelte Spermatozoiden. Diese schwärmen aus und befruchten die Eizelle. Nach der Befruchtung bildet die ölreiche Zygote eine mehrschichtige Wand und geht in einen Ruhezustand über (Hypnozygote). Diese keimt zu einem diploiden Thallus aus. Eine Reduktionsteilung erfolgt nur bei der Bildung der Gameten.

## Vorkommen
Die Xanthophyceae leben vor allem im Süßwasser, etliche Arten kommen auch terrestrisch vor (Bodenalgen), etwa Vertreter der Gattungen Botrydium oder Xanthonema.

## Systematik
Die Xanthophyceae werden in der klassischen Systematik nach ihrer Morphologie eingeteilt. Dies entspricht jedoch nicht den natürlichen Verwandtschaftsverhältnissen. Nach der Systematik der Eukaryoten von Adl et al. 2012 bestehen die Xanthophyceae vorläufig nur aus zwei Gruppen:
Die Tribonematales enthalten fadenförmige, coccoidale und capsoide Formen, die manchmal parenchymatisch oder mehrkernig werden (siehe Syncytium). Sie umfassen die Gattungen:
- Botrydium
- Bumilleriopsis
- Characiopsis
- Chloromeson
- Heterococcus
- Ophiocytium
- Sphaerosorus
- Tribonema
- Xanthonema

Die Vaucheriales enthalten beinahe nur eine, artenreiche Gattung. Typisch sind siphonale Fäden und differenzierte Sexualorgane.
- Vaucheria
- Pseudodichotomosiphon mit der einzigen Art Pseudodichotomosiphon constricta (Yamada) Yamada

Insgesamt gibt es rund 40 Gattungen mit etwa 600 Arten. Teilweise werden deutlich mehr Ordnungen unterschieden, die mehrere Familien und Gattungen umfassen.